# 佩尔桑
佩尔桑（法語：Persan，法語發音：[pɛʁsɑ̃] ⓘ），法国中北部城市，法兰西岛大区瓦兹河谷省的一个市镇，隶属于蓬图瓦兹区，其市镇面积为5.14平方公里，2022年1月1日时人口数量为14,348人，在法国城市中排名第729位。
佩尔桑位于瓦兹河谷省北部，瓦兹河右岸，北侧与瓦兹省接壤，是一个区域性的中心市镇及交通枢纽，法兰西岛大区铁路网的重要中转站佩尔桑-博蒙站位于其境内。

## 地名来源

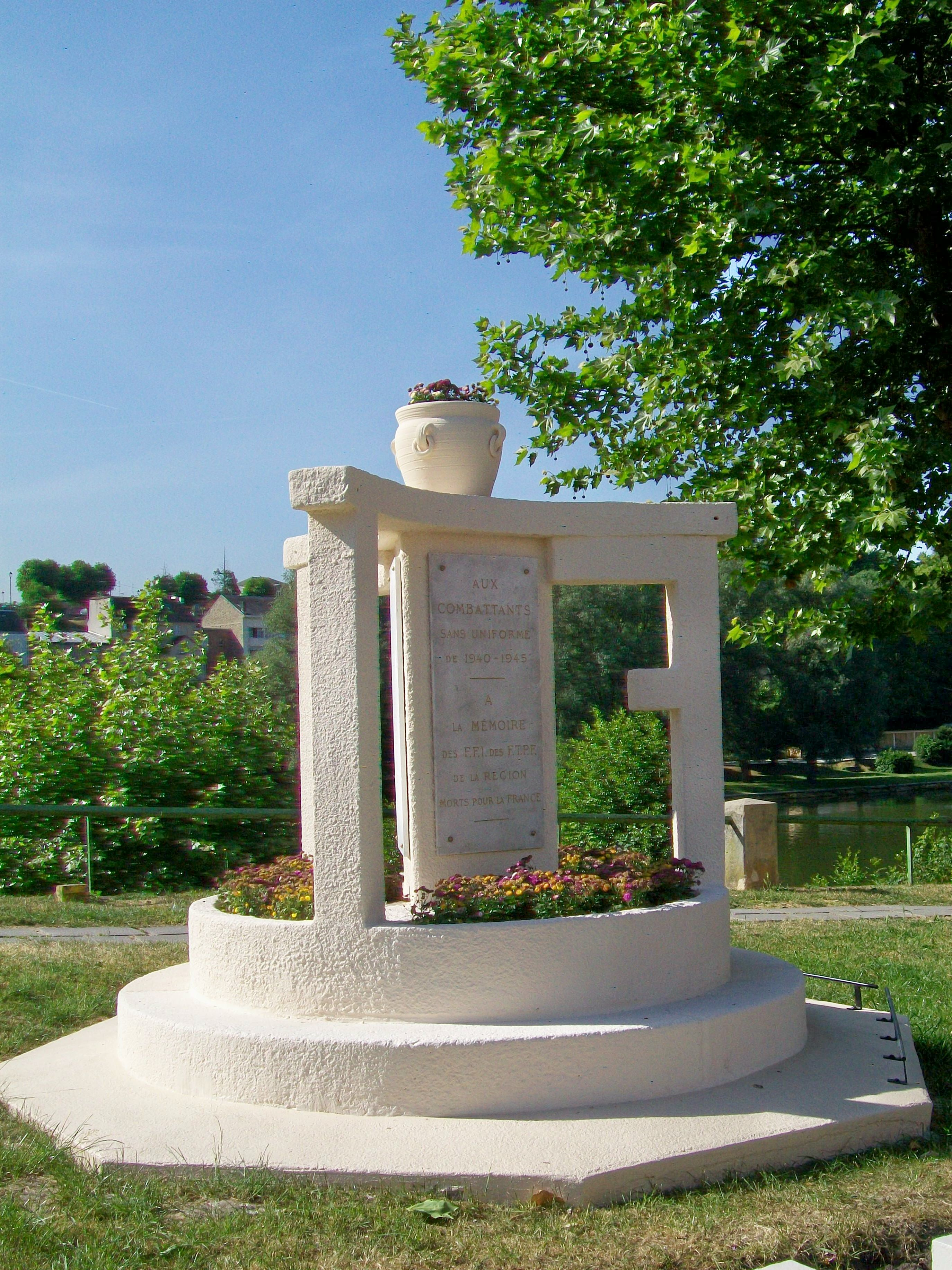
二战烈士纪念碑

“佩尔桑”一名最初于1194年以拉丁语“Parcentum”的形式被记载，其来源及含义尚不清楚。
“Persan”在现代法语中意为“波斯语”或“波斯人”，但佩尔桑与波斯之间的关系尚有待考证。

## 历史
佩尔桑始建于中世纪中后期，历史上长期为一处普通村落。根据当地官方网站的论述，佩尔桑在文艺复兴时期曾出现过一座城堡，堡内建有私人图书馆，藏有拉伯雷、蒙田及七星诗社成员的著作，该城堡在战乱中被毁，不过其附属的圣日耳曼教堂则在1735年得以重建。法国大革命后，佩尔桑成为塞纳-瓦兹省的一个市镇。直至19世纪中期，佩尔桑尚为一个人口不足一千的普通农业村落。工业革命期间，埃皮奈-维勒塔讷斯－勒特雷波尔-梅尔斯铁路与皮埃尔莱－克雷伊铁路相继建成，其交汇点佩尔桑-博蒙站位于佩尔桑境内。铁路运输的发展使得佩尔桑逐渐成为一个重要的工商业集镇，当地人口数量逐年增加。二战后，佩尔桑境内又新增了多处新兴居民区，随着通勤列车的开行，佩尔桑成为了巴黎北部的一个卫星城。自1968年起，佩尔桑被划入新成立的瓦兹河谷省内。

## 地理

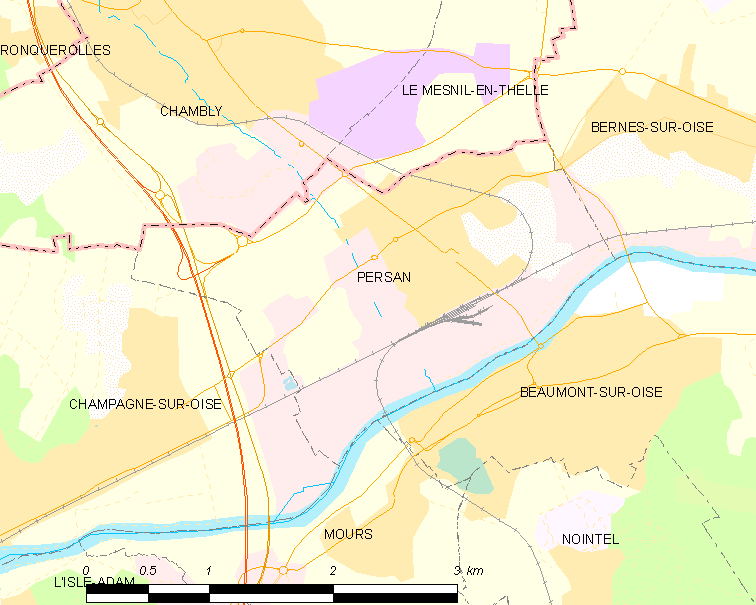
佩尔桑市镇范围地图

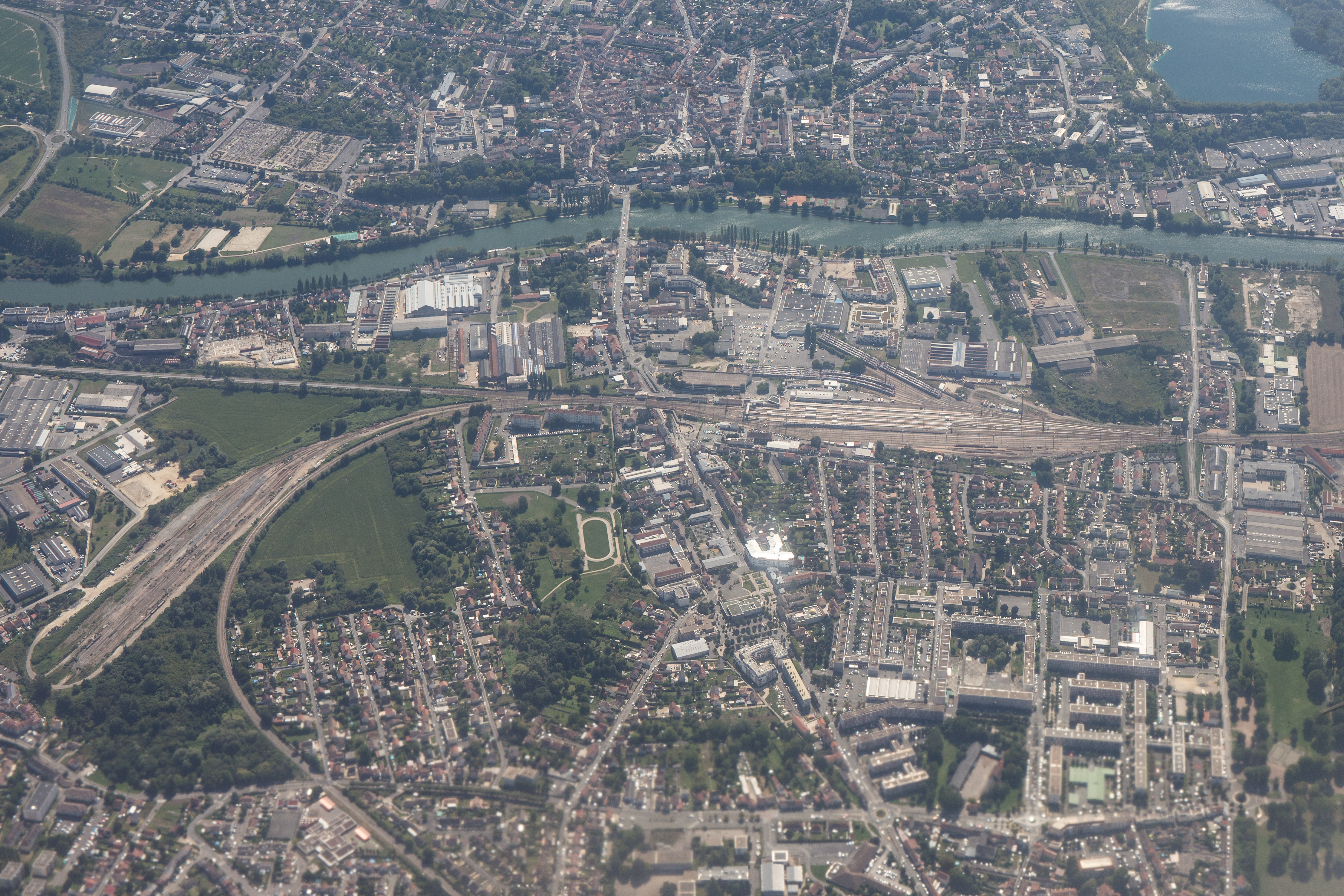
佩尔桑航拍

佩尔桑位于法国中北部，法兰西岛大区北部和瓦兹河谷省北部，距离省会蓬图瓦兹大约22公里。与佩尔桑接壤的市镇包括：尚布利、瓦兹河畔博蒙、泰勒地区勒梅尼勒、瓦兹河畔贝尔讷、瓦兹河畔香槟、穆尔。

### 地形
佩尔桑位于巴黎盆地内，境内以平原为主，市镇中心地势较为平坦，全境海拔在24到55米之间。

### 水文
佩尔桑属于塞纳河流域，其右岸支流瓦兹河自东北向西南流经市区南部，另有埃什河流经其境内并与之交汇。

### 植被
佩尔桑属于温带阔叶混交林区，林地主要分布于河流附近。
在鲜花城市的评比中，佩尔桑暂未被评级。

### 气候
佩尔桑在柯本气候分类法中属于温带海洋性气候。

## 行政区划
佩尔桑是法国法兰西岛大区瓦兹河谷省的一个市镇，编号为95487。佩尔桑隶属于蓬图瓦兹区、瓦兹河谷省第一选区以及利勒亚当县，同时也是上瓦兹河谷市镇公共社区的组成部分。
法国国家统计与经济研究所（简称）在进行数据统计时，将佩尔桑及相邻的另外5个市镇设为佩尔桑-瓦兹河畔博蒙城市核心区，并将包括核心区在内的周边共1,794个市镇划为巴黎城市区。自2020年起，佩尔桑城市区被包含1,929个市镇的巴黎城市辐射区代替。此外，还将佩尔桑市镇分为了5个“块区”（IRIS），以便于统计人口分布情况。

## 交通

### 公路
A16高速公路经过佩尔桑市区西部，设有12号出入口连接市区，此外多条瓦兹河谷省省道在佩尔桑境内交汇。
| 亚眠 | 100 |

| 博韦 | 43 |

| 萨塞勒 | 25 |

| 巴黎 小教堂门立交 | 36 |

| 阿让特伊 | 32 |

| 蓬图瓦兹 | 24 |

| 蓬图瓦兹 | 19 |

| 克雷伊 | 26 |

| 桑利斯 | 30 |

| 博韦 | 40 |

| 瓦卢瓦地区克雷皮 | 50 |

| 梅吕 | 15 |

2018年，76.4%的佩尔桑家庭拥有至少一辆私人汽车。2019年，佩尔桑境内共发生各类交通事故5起，造成2人遇难，6人受伤。

### 铁路

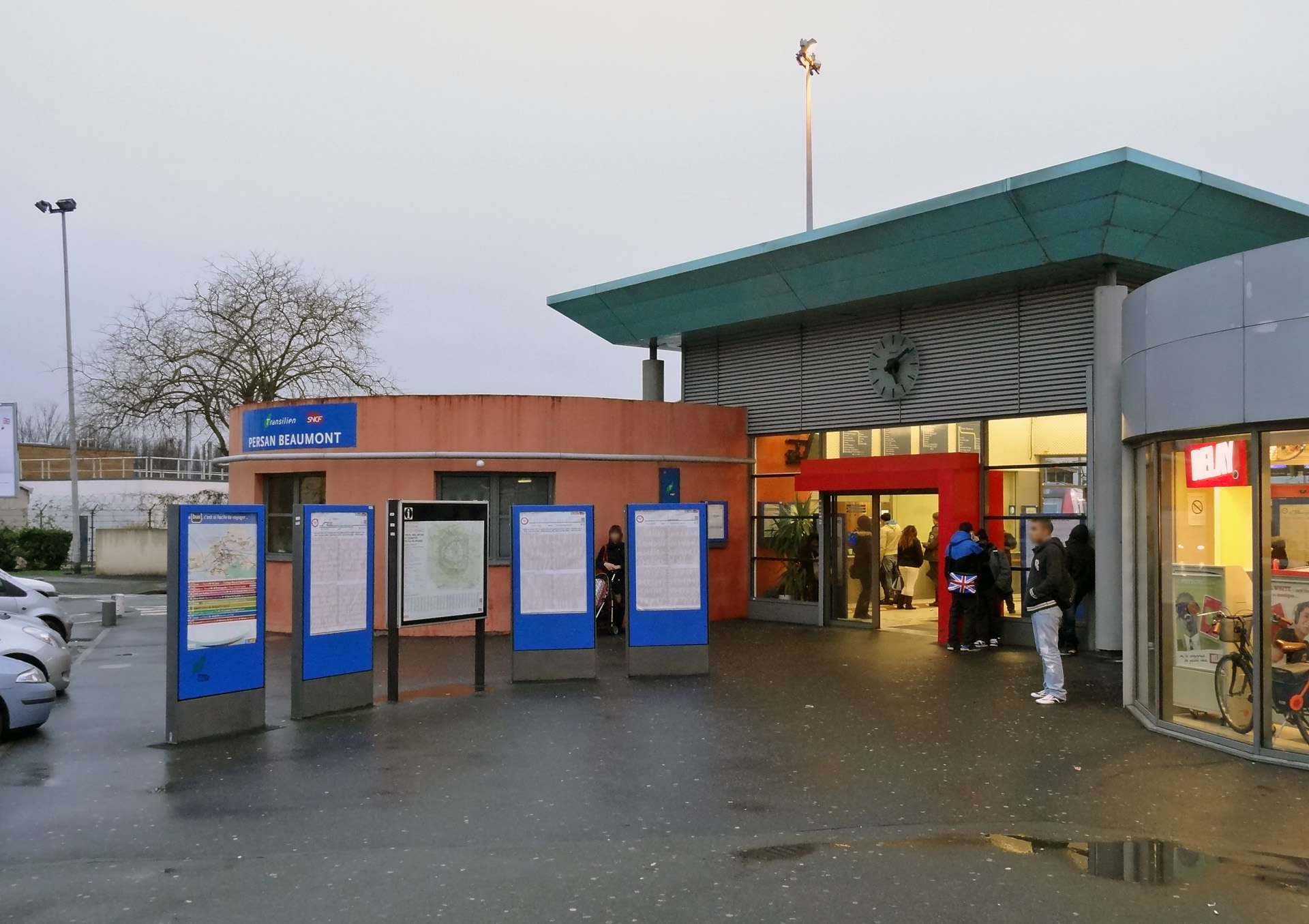
佩尔桑-博蒙站入口

佩尔桑位于埃皮奈-维勒塔讷斯－勒特雷波尔-梅尔斯铁路与皮埃尔莱－克雷伊铁路的交汇处。佩尔桑-博蒙站位于市区中部，是一个区域性的铁路枢纽，停靠法兰西岛大区铁路H线和往返于巴黎和博韦一线的区域列车。

### 航空
距离佩尔桑最近的民用航空站为巴黎戴高乐机场，距离佩尔桑市中心的公路里程约35公里。

### 城市公共交通
佩尔桑是法兰西岛大区交通网的组成部分，法兰西岛大区列车H线和7条公共汽车线路经过佩尔桑。
| 途经佩尔桑境内的主要公共交通线路 |        | |
| 类型                             | 运营商 | 线路 |
| 城铁                             |        | ：佩尔桑-博蒙站 ↔ 蒙苏-马弗利耶站 ↔ 萨塞勒-圣布里斯站 ↔ 圣但尼站 ↔ 巴黎北站 ：蓬图瓦兹站 ↔ 瓦兹河畔欧韦尔站 ↔ 佩尔桑-博蒙站 ↔ 瓦兹河畔布吕耶尔站 ↔ 克雷伊站 |
| 公共汽车                         | CIF    | 100：佩尔桑-博蒙火车站 ↔ 吕扎什 ↔ 戴高乐机场 |
| 公共汽车                         | KVO    | 2：佩尔桑-博蒙火车站 ↔ 瓦兹河畔阿尼耶尔-市政厅-大街 ↔ 贝卢瓦-圣马丁火车站 ↔ 蒙苏-马弗利耶火车站 A：柳树林 ↔ 佩尔桑-博蒙火车站 ↔ 瓦兹河畔贝尔讷-市政厅 ↔ 瓦兹河畔布吕耶尔-博朗街 B：佩尔桑-博蒙火车站 ↔ 瓦兹河畔博蒙-市政厅 ↔ 努万泰勒-火车站 C：菲利克斯·米莱 ↔ 佩尔桑-博蒙火车站 ↔ 商业中心 ↔ 瓦兹河畔香槟火车站 ↔ 瓦兹河畔香槟-美丽阳光 Dim：瓦兹河畔博蒙-市政厅 ↔ 佩尔桑-博蒙火车站 ↔ 柳树林 ↔ 瓦兹河畔贝尔讷-市政厅 ↔ 瓦兹河畔布吕耶尔-博朗街 F：佩尔桑-博蒙火车站 ↔ 瓦兹河畔贝尔讷-职教园 |
| 1.                               |        | |

## 政治

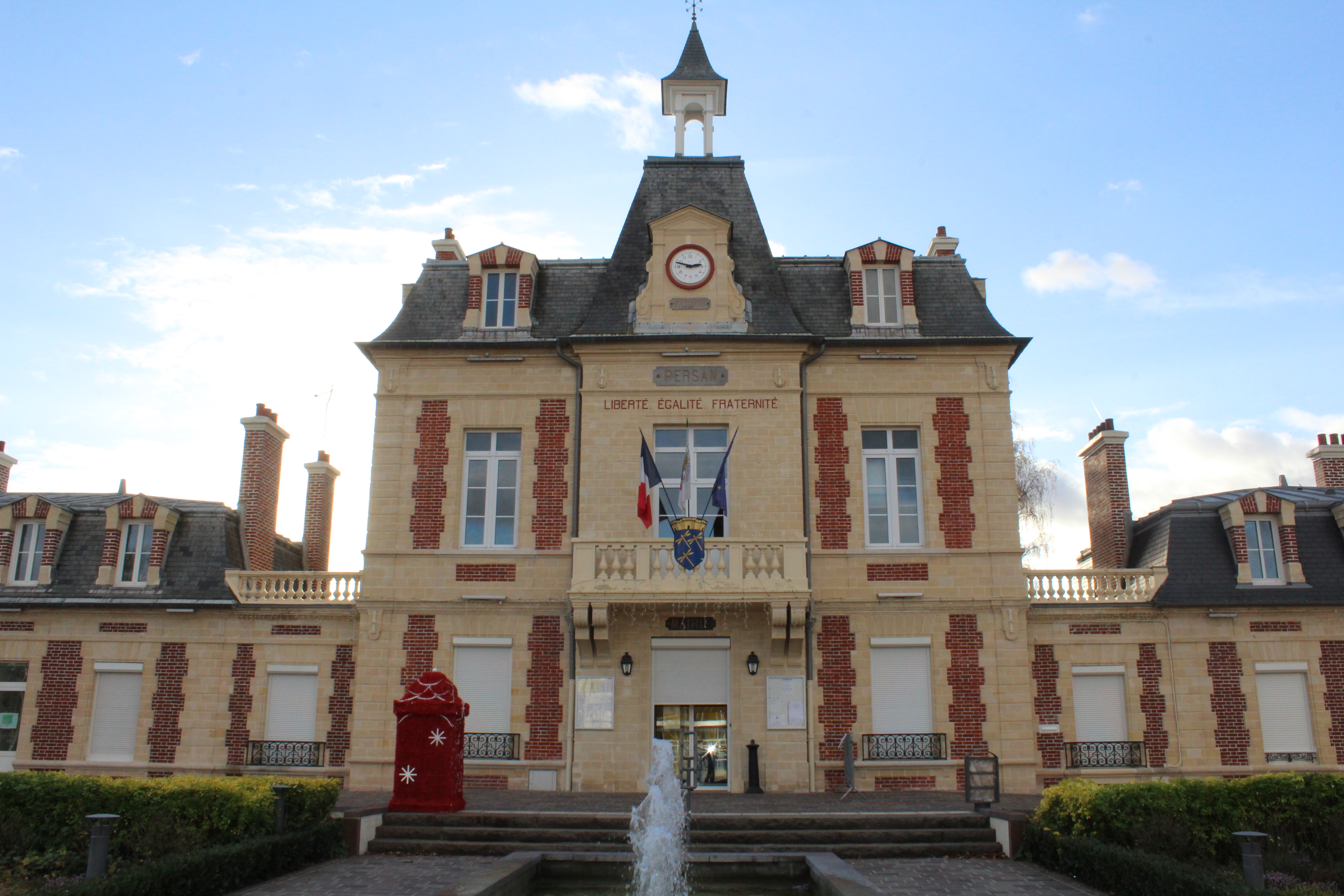
佩尔桑市政厅

佩尔桑的现任市长为阿兰·卡兹先生（Alain Kasse），他是一名右翼无党派人士，在2020年的市政选举中获得了58.9%的支持率。
在2017年的法国总统大选中，法国第25任总统埃马纽埃尔·马克龙在佩尔桑获得了61.4%的支持率。

## 人口
2018年，佩尔桑市镇人口数量为13,386，在法国排名第729位。其中男性6,711人，女性6,675人，75岁及以上人口占3.4%，外籍人口数量为3,459人，人口密度为2,604人/平方公里，当地居民被称为（男性）或（女性）。2019年，佩尔桑境内出生277人，死亡人口68人。
| 年份   | 1936  | 1946  | 1954  | 1962  | 1968  | 1975  | 1982   | 1990   | 1999  | 2005   | 2006   | 2011   | 2016   | 2019   |
| ------ | ----- | ----- | ----- | ----- | ----- | ----- | ------ | ------ | ----- | ------ | ------ | ------ | ------ | ------ |
| 人口數 | 4,064 | 3,726 | 4,473 | 5,196 | 6,587 | 9,347 | 10,045 | 10,659 | 9,600 | 10,133 | 10,138 | 10,790 | 12,665 | 13,734 |

## 经济

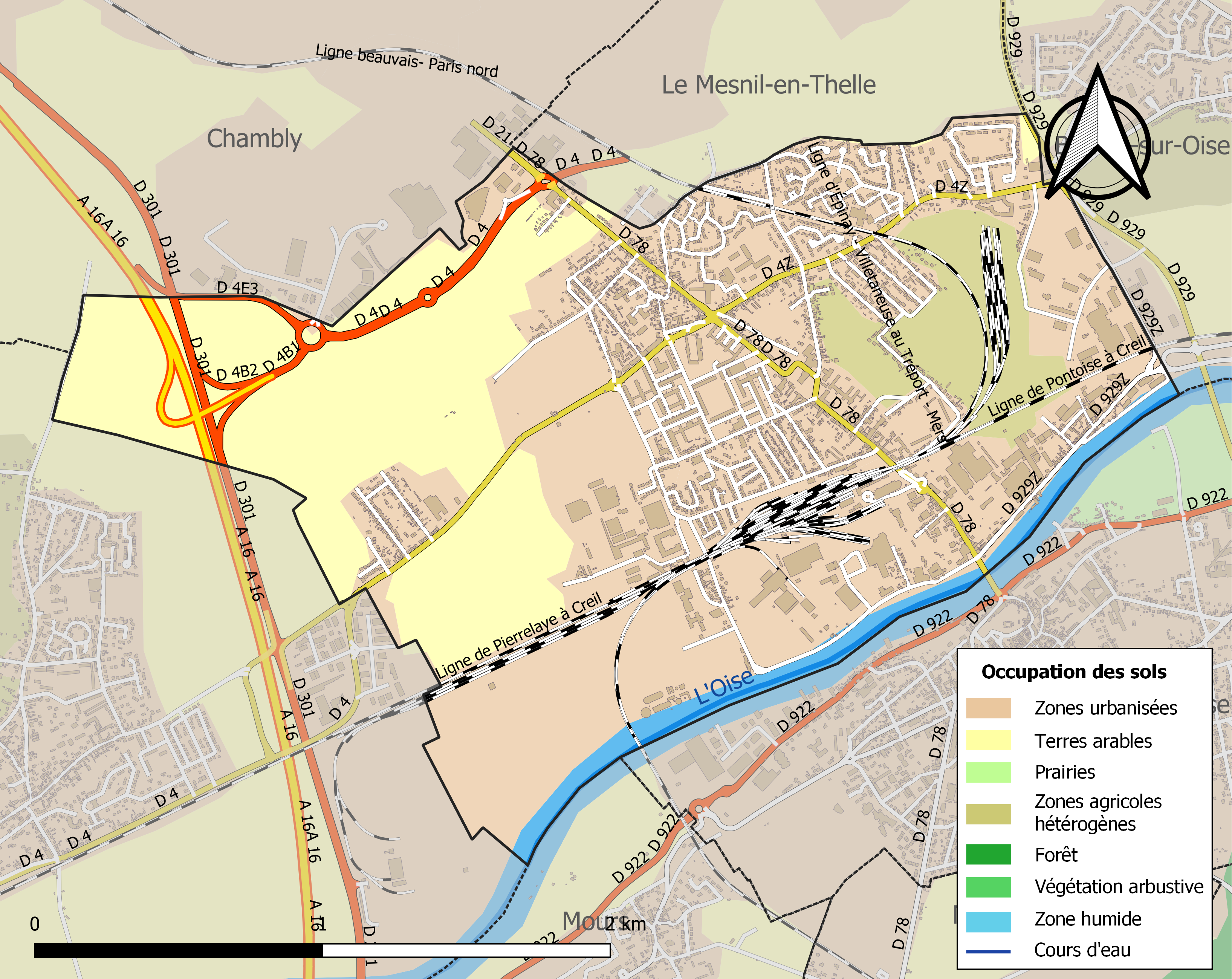
佩尔桑土地利用情况地图

佩尔桑是瓦兹省一个区域性的中心城市。截止2022年1月，佩尔桑市镇范围内共有各类用人单位（包含自雇）1,367家，平均历史为11年，其中98.23%为中小型企业（PME）。（会展）、（大型零售）及（大型零售）是当地2020年营业额最高的三个企业，分别为50,074,950欧元、29,100,162欧元和24,782,924欧元。

## 财政与居民收入
2020年，佩尔桑的财政收入总额为18,797,900欧元，财政支出总额为17,281,300欧元，当年的债务总额为17,427,800欧元。2021年，佩尔桑共获得4,390,080欧元的国家财政补助，比上一年增加了3.34%。
2019年，佩尔桑的人均月收入总额为1,998欧元，其中高级职员为3,155欧元，低于法国平均水平（4,230欧元）；中级职员为2,324欧元，低于法国平均水平（2,411欧元）；普通职员为1,733欧元，亦低于法国平均水平（1,740欧元）。
2018年，佩尔桑境内的青壮年（15至64岁）失业率为16.5%，当地38.5%的家庭拥有纳税资格，平均纳税1,640欧元，低于法国平均水平（3,910欧元）。

## 社会事务

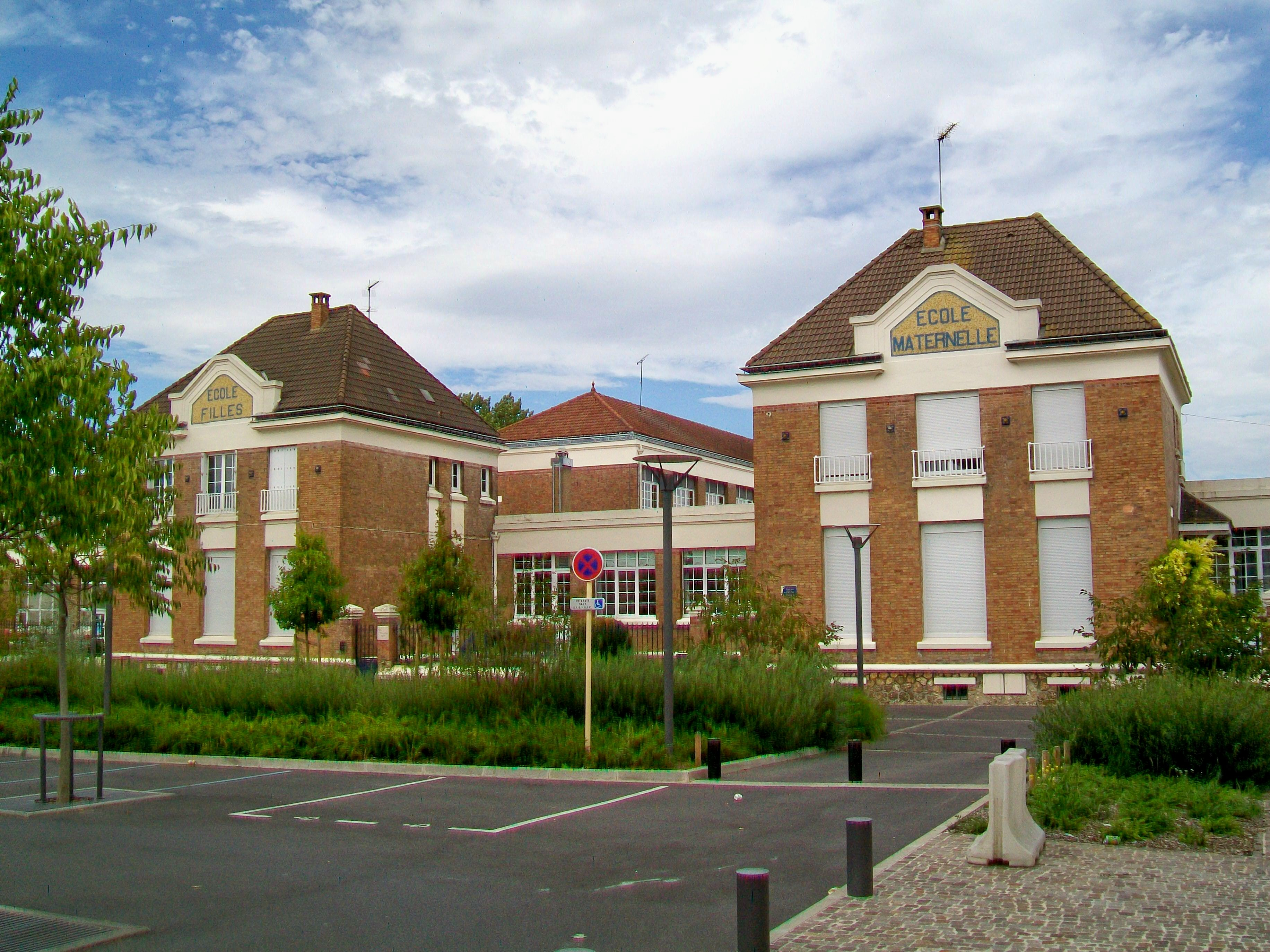
佩尔桑的一所学校

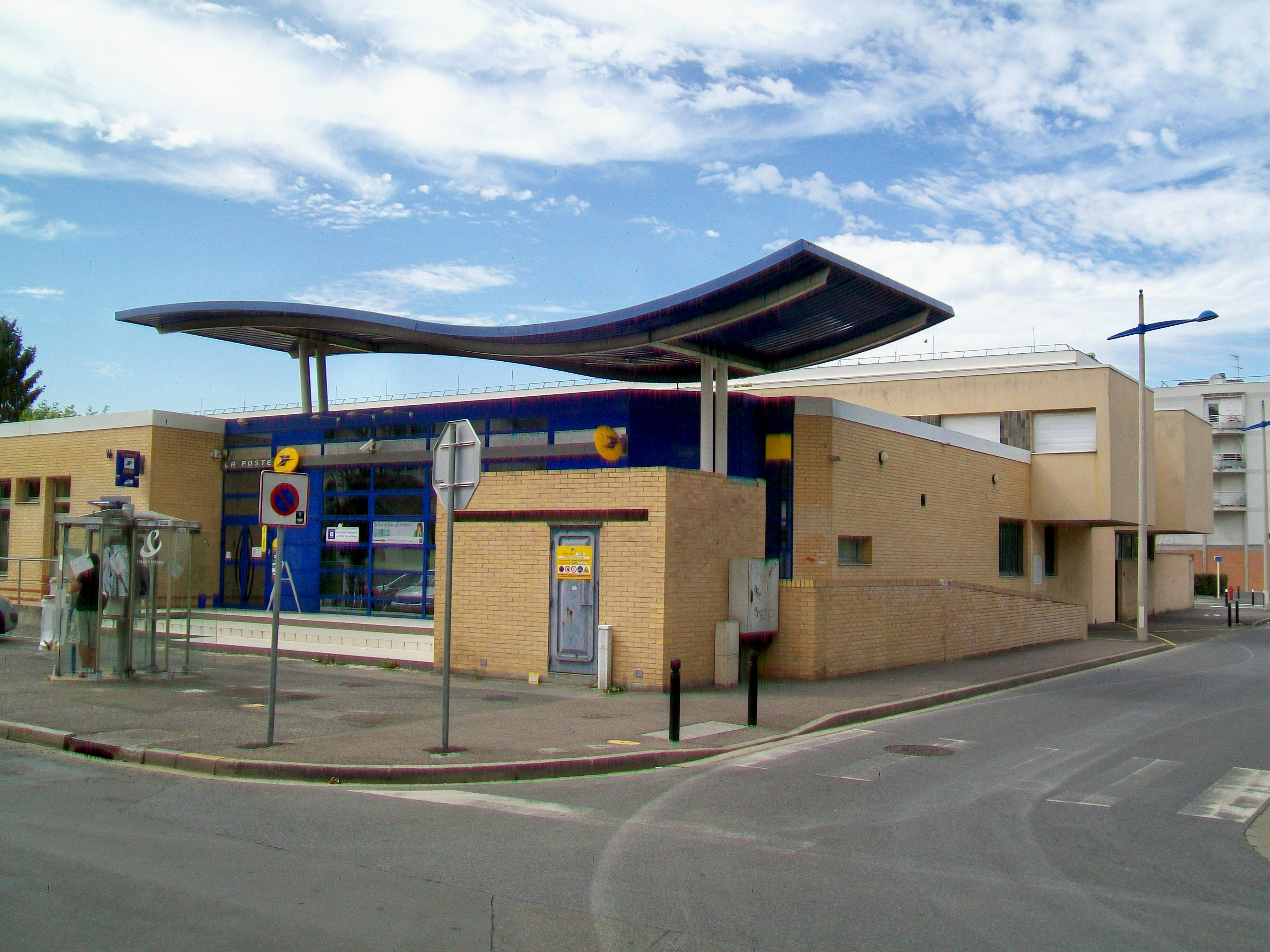
佩尔桑邮局

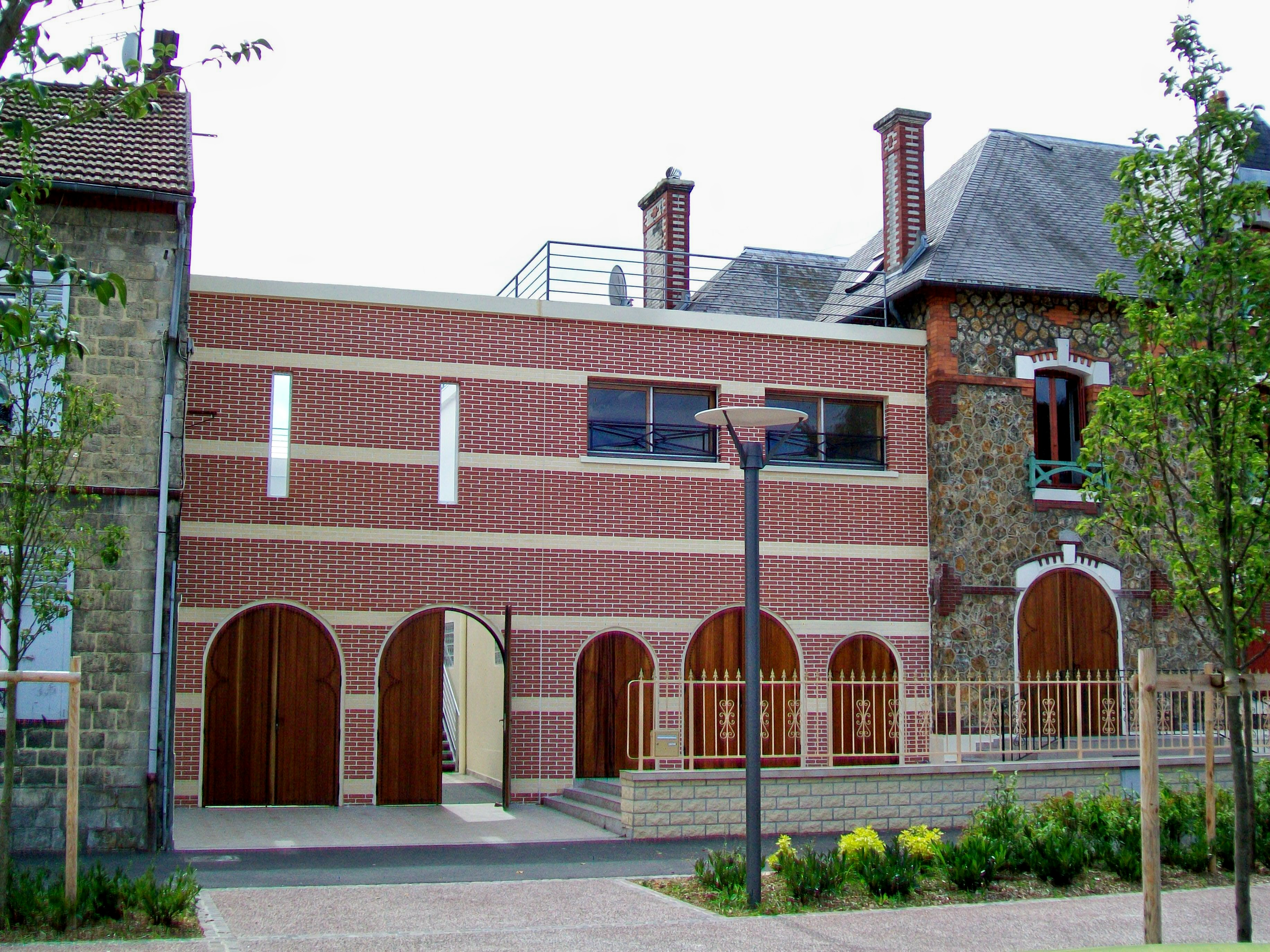
佩尔桑大清真寺

### 教育
佩尔桑属于凡尔赛学区。截止2020年1月1日，佩尔桑境内共有3所幼儿园、5所小学和1所初级中学。2018至2019学年度，佩尔桑境内共有在校中等教育阶段学生571名。

### 医疗
截止2020年1月1日，佩尔桑境内共有全科医生5名、保健师4名、牙医9名、护士9名和助产士2名。境内共有药房3家、残疾人帮扶中心2家。
佩尔桑是卡尔内勒-瓦兹门医疗集团（Groupe Hospitalier Carnelle Portes de l'Oise）的服务覆盖范围，后者是法国的一个区域性医疗机构，其主病区位于瓦兹河畔博蒙市区，距离佩尔桑市区的正常车程约3分钟，该院设有床位729个，是当地规模最大的公立综合性医院。

### 住房
2018年，佩尔桑境内共有各类住房5,151套，其中34.6%为独立式居民区，64.8%为集中式居民区。常住房屋占佩尔桑市镇范围内居民建筑总量的94.2%。
在住房保障政策方面，2020年，佩尔桑境内共有1,488户家庭获得了住房经济补助，受益人数占总人口数量的11.1%，其中1,398份为房租补助。

### 商业
2019年，佩尔桑境内共有各类实体商铺294家，其中餐厅49家、大型超市2家、杂货店11家、面包房3家、肉铺5家、书店2家、装饰品店1家、美容美发店21家、汽车维修店27家。佩尔桑市区以北与尚布利交界区域建有大型开放式商业街区，有E.Leclerc、Gifi、Aldi等购物商场。

### 体育
2020年，佩尔桑境内共有1间体育馆、1座综合体育场、2处足球或橄榄球场以及1处篮球或排球场。
截至2022年1月，佩尔桑境内共有三家注册足球俱乐部。佩尔桑体育俱乐部（U.S. Persan，编号550638）是当地的代表性足球队，其主队2021至2022赛季参加瓦兹河谷省足球联赛甲组（法国第九级别）。

### 环境
佩尔桑的环境事务由其所属的上瓦兹河谷市镇公共社区负责。2019年，佩尔桑境内共有5家污染企业。

### 治安
2019年，佩尔桑市镇范围内共有1处派出所和1处宪兵队。
佩尔桑所在地是利勒亚当宪兵总队的管辖范围。2020年，该宪兵总队辖区内共35个市镇累计发生各类案件4,458起，其中盗窃类案件2,232起，经济类案件485起，毒品交易类案件314起。

## 文化

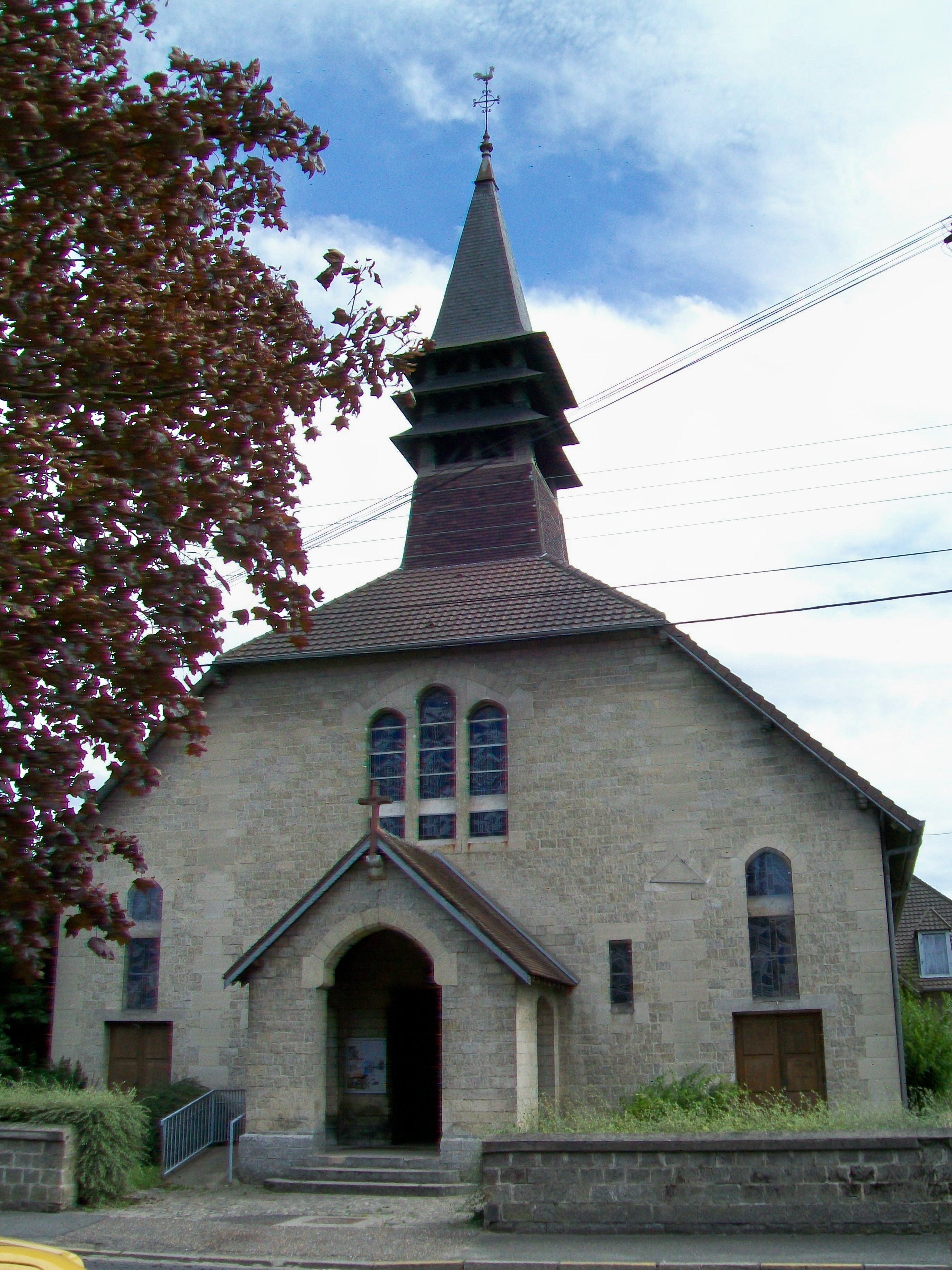
圣日耳曼教堂

2020年，佩尔桑境内有1家音乐厅。佩尔桑市政府提供多媒体中心，向公众全年开放。

### 建筑
佩尔桑境内有多处历史建筑，其中圣日耳曼教堂（Église Saint-Germain de Persan）是当地的地标性建筑物。

### 旅游
佩尔桑的旅游事务由其所属的上瓦兹河谷市镇公共社区负责。2021年，佩尔桑境内共有1家酒店共计10间房间。

### 媒体
法国主要的媒体均可在佩尔桑接收，法国电视三台下属的法兰西岛大区频道在部分时段播出佩尔桑所属的瓦兹河谷省的地方新闻。

## 友好城市
截至2022年1月，佩尔桑暂未建立任何友好城市关系。